# 대연고등학교
대연고등학교(大淵高等學校)는 대한민국 부산광역시 남구 대연동에 있는 사립 고등학교이다.

## 학교 연혁
- 1986년 4월 29일 : 학교 설립 승인, 설립자 양용치
- 1986년 5월 9일 : 학교 법인 승웅학원 설립 인가, 초대 김사임 이사장 취임
- 1987년 7월 10일 : 학교 신축 시공식
- 1987년 12월 18일 : 대연고등학교(30학급) 인가
- 1988년 1월 26일 : 초대 김종호 교장 취임
- 1988년 3월 5일 : 개교 및 제1회 신입생 입학식(10학급 560명)
- 1988년 3월 15일 : 제1차 공사 준공 (6,266.52m2, 1,894평)
- 1990년 11월 20일 : 제2차 공사 준공 (2,839.22m2, 868평)
- 1991년 2월 9일 : 제1회 졸업식(537명)
- 1996년 2월 15일 : 어학 실습실 및 외국어과 연구실 개실
- 2002년 1월 3일 : 신관건물 멀티실 완공 (443m2, 134평)
- 2003년 5월 16일 : 제2대 양용치 이사장 취임
- 2011년 8월 20일 : 학교 직영 급식소 완공(918.86m2)
- 2019년 7월 8일 : 다목적강당 승웅관 개관식
- 2022년 9월 1일 : 제9대 전태호 교장 취임
- 2025년 2월 7일 : 제35회 졸업식(145명, 졸업생 누계 12,541명)

## 참고 자료
- 대연고등학교 - 한국교육학술정보원 학교알리미